# شیرعلی بیگلو
شیرعلی بیگلو روستایی در دهستان حکیم‌آباد بخش مرکزی شهرستان زرندیه استان مرکزی ایران است.

## جمعیت
بر پایه سرشماری عمومی نفوس و مسکن در سال ۱۳۹۵ جمعیت این روستا ۳۵ نفر (۱۱خانوار) بوده‌است.